# 雷瑟耶戈雷 (萨拉托夫州)
雷瑟耶戈雷（羅馬化：Lysyye Gory）是俄罗斯萨拉托夫州的市级镇，为该州雷瑟耶戈雷区行政中心及规模最大聚居地。地处萨拉托夫州西部，位于顿河流域梅德韦季察河畔，在州府萨拉托夫西方，有R22公路（里海公路）经过。镇北部设有同名铁路车站。
该地2022年人口有6,849人；2010年人口7,180；2002年人口7,557；1989年人口7,436。